# Dnd (joc video din 1974)
dnd este un joc video de rol. Numele dnd este derivat din abrevierea „D&D” a jocului original de rol de societate Dungeons & Dragons, care a fost lansat în 1974.
dnd a fost scris în limbajul de programare TUTOR⁠(d) pentru sistemul PLATO⁠(d) de Gary Whisenhunt și Ray Wood la Southern Illinois University în 1974 și 1975. Dirk Pellett de la Universitatea de Stat din Iowa și Flint Pellett de la Universitatea din Illinois au adus îmbunătățiri substanțiale jocului din 1976 până în 1985.
dnd este remarcabil pentru că este primul joc interactiv care conține ceea ce mai târziu va fi denumit boss (un inamic semnificativ și mai ales puternic din jocurile video).

## Gameplay
În dnd, jucătorii creează un personaj și se aventurează în temnița Whisenwood cu mai multe niveluri (un cuvânt telescopat al numelor de familie ale autorilor) în căutarea a două comori supreme: graal și globul.  Jocul are o vedere de sus a temniței, dar implementează și multe concepte de bază din Dungeons & Dragons. Temnița Whisenwood este formată din mai multe niveluri asemănătoare unui labirint. După ce jucătorii termină un nivel, li se permite să avanseze la următorul; totuși, jucătorii pot reveni la nivelurile anterioare și pot părăsi temnița, făcând dnd unul dintre primele jocuri video care utilizează progresia neliniară. Pe măsură ce jucătorii termină nivelurile, ei dobândesc noi vrăji, arme și obiecte care îi ajută în căutarea lor pentru a găsi comorile supreme.
Teleportoarele mută personajele între nivelurile de temniță. Monștrii de nivel înalt, inclusiv un Dragon de Aur care păzește globul, apar la sfârșitul fiecărei temnițe. Ieșirea din temniță permite jucătorului să se recupereze și să recâștige vrăji și să se întoarcă mai târziu.